# Магнат (фільм, 1947)
«Магнат» (англ. Tycoon) — американський кінофільм 1947 року з Джоном Вейном у головній ролі, знятий у форматі Техніколор. Режисер фільму Річард Воллес. Стрічка заснована на однойменному романі 1934 року Чарльза Скоггінса.

## Сюжет
Джонні Манро (Джон Вейн) їде до Південної Америки, щоб побудувати гірський залізничний тунель для Фредеріка Александера (Седрік Гардвік), багатого промисловця. Проблеми виникають, коли Александер наполягає на коротшому та більш небезпечному розміщенені тунелю у горах. Його дочка Мора (Лорейн Дей) поступово закохується у Джонні.

## У ролях
| Актор              | Роль                |
| ------------------ | ------------------- |
| Джон Вейн          | Джонні Манро        |
| Лорейн Дей         | Мора Александер     |
| Седрік Гардвік     | Фредерік Александер |
| Джудіт Андерсон    | міс Брейтвейт       |
| Джеймс Глісон      | Поп Метьюз          |
| Ентоні Квін        | Рікі Вегас          |
| Грант Візерс       | Фог Гарріс          |
| Пол Фікс           | Джо                 |
| Фернандо Альварадо | Чіко                |
| Гаррі Вудс         | Голден              |
| Майкл Гарві        | кучервявий поштар   |
| Чарльз Троубрідж   | сеньйор Тобар       |
| Мартін Гарралага   | Чавес               |

## Виробництво
Морін О'Хара спочатку була обрана на роль Мори, але у RKO замість цього вирішили віддати їй роль у фільмі «Сіндбад-мореход». Події фільму розгортаються в Андах, які знімали у Лоун Пайн, Каліфорнія.

## Прийом
Хоча фільм вважається успішним, він не окупив величезних виробничих витрат, які стали найбільшими для RKO на той час.  У підсумку, компанія втратила 1 035 000 доларів.